# عبد القادر الخالدي
عبد القادر الخالدي (ولد 20 أبريل 1896 في فروحة - توفي في 16 يناير 1964 في وهران)، هو شاعر ومُغني جزائري يُعد من أهم شعراء الملحون والطابع الوهراني والبدوي اشتهر في عشرينيات القرن الماضي، ويعتبر إلى جانب الشيخ حمدة والشيخة الريميتي من أهم ممثلي الموسيقى التقليدية الجزائرية.

## سيرة شخصية
ولد في في فروحة في ولاية معسكر، وعلم في الكتّاب ثم في المدرسة الفرنسية التي حصل منها على شهادة الإبتدائية العامة، واشتهر في عمالة وهران بكتابة شعر الملحون، وتعرف في فترة نفيه إلى وجدة عام 1912 على عدد كبار شعرائه المغاربة.
في أوائل الأربعينيات غادر الخالدي معسكر إلى الحراش، ثم استقر بصورة دائمة في وهران عام 1946. تميزت نصوصه الشعرية بالحسية والإثارة، واحتفل فيها ينجاحاته العاطفية، وأشهرها قصته مع المدعوة بختة، والتي خصص لها أكثر من خمسين قصيدة. ويقال أن أصدقاءه طلبوا منه أن يعرفهم إلى بختة، فصدموا إذ وجدوا أمامهم أمام امرأة صغيرة هزيلة عديمة سحر، وأمام دهشتهم ردعليهم: "خدوا عيني شوفوا بيها".[بحاجة لمصدر]

## أشعاره
كان، لمدة خمسين عاما زعيم الشعر الجزائري الشعبي المعروف بـ «الملحون»، وقدم بصفته شاعرًا غنائيًا ومؤديًا مساهمة حاسمة في ظهور أغنية وهران الحديثة. استوحى أفكاره من أساتذة الشعر الشعبي الجزائري والمغربي، ولا سيما مصطفى بن إبراهيم.
جمعت بعض أشعاره في «ديوان الشيخ عبد القادر الخالدي»، الذي حرره محمد الحبيب حشلاف بالتعاون مع محمد بنعمر زرهوني، وغنى أشعاره فنانو كبار من أمثال أحمد وهبي وبلاوي هواري وأحمد صابر وغيرهم.